# Du Kang
Du Kang – postać legendarna, wraz z Yi Di uważany przez Chińczyków za wynalazcę wina.
Podania dotyczące jego postaci są bardzo różnorodne. Żył rzekomo w czasach dynastii Xia, a zdaniem innych – w epoce Zhou. Według najbardziej rozpowszechnionej historii miał być pasterzem i pewnego dnia podczas wypasu owiec, zaskoczony ulewą, uciekł do domu zostawiając zawieszony na drzewie koszyk z gotowanym sorgiem. Gdy wrócił po kilku dniach, poczuł z daleka miłą woń sfermentowanego trunku, który okazał się także doskonały w smaku.
Po śmierci Du Kang został wliczony przez Nefrytowego Cesarza w poczet niebian i stał się bogiem wina. Jego imię stało się symbolem alkoholu, podobnym do imienia Bachusa w kulturze Zachodu. Znaki oznaczające imię Du Kanga do dziś pojawiają się w logach wielu chińskich gorzelni.